# ヴォーバンの防衛施設群
ヴォーバンの防衛施設群は、2008年の第32回世界遺産委員会で登録が決定されたフランスの世界遺産の一つである。築城の名手ヴォーバンが築いた稜堡式要塞など、要塞や都市の城壁を対象とするものであり、ブザンソンをはじめとするフランスの12箇所に残る物件がまとめて登録された。ICOMOSの評価書では「ヴォーバンの作品」という名称になっていた。

## ヴォーバンの主要景観網
ヴォーバンの主要景観網（Le Réseau des sites majeurs de Vauban）は、ブザンソンが主導権を握る形で2005年3月30日に結成されたフランスの都市間の協同組織で、ヴォーバンが確立した城塞システムのうち、14都市に残る代表作をまとめたネットワークである。その目的は軍事建築家ヴォーバンの優れた作品群の活用と、ユネスコの世界遺産リストへの登録にあった。
2003年にブザンソン市は、世界遺産に立候補する可能性を検討した。市当局は専門家たちの勧告を踏まえ、ユネスコの登録基準に合致するためには、ヴォーバンの天才性を代表する作品群をまとめるかたちで立候補する必要があると判断した。2005年に8都市の建造物群がまとまり、2006年3月31日に、学識者会議（un conseil scientifique）に価値を認められた最終的な14都市のリストが成立した。
世界遺産への立候補書類は、2006年1月31日に暫定リストに加えられ、2007年1月5日にはヴォーバン没後300周年を記念して世界遺産委員会への推薦が決まり、2008年の第32回世界遺産委員会で正式に登録された。ただし、登録が認められたのは申請14件のうち12件のみで、バゾシュ（Bazoches, ニエーヴル県）の城と、ベル＝イル＝アン＝メール島ル・パレのシタデルは、登録対象として認められなかった。

## 対象の選別
ヴォーバンの作品はある種の記念碑的なものである。彼は150以上の要塞を考案し、実際に作り上げた。同時にフランスを代表する巨大土木建造物群も作り上げた。それらを、科学的分析を踏まえて、典型的な基準にかけ合わせたのである。
そうして選別された城塞などは、以下の点を明らかにする代表的なものである。
- 後に第一、第二、第三システムとまとめられることになるヴォーバンの防衛的コンセプトの進化
- 平坦な土地、海岸沿い、山地などに応じた地理上の変更。
- 作品の類型、つまり砦、市壁（enceinte urbaine）、シタデル。

城塞群は保存状態の真正性の基準に関しても選別が行われた。申請対象として選別されたものは、全てヴォーバンが生前に手がけたものか、彼の計画に基づいたものであり、後の時代に大きな改変が加えられておらず、ヴォーバンの思い描いた姿を偲ぶことができる物件である。さらには、選ばれた物件の総体としての景観の質も重視された。選ばれた物件は、海岸線、平原、山地などめいめいの立地を通じて、ひときわ優れた多彩な景観美を見せてくれるのである。

## 登録対象
登録対象は以下の通りである。
- アラス（パ＝ド＝カレー県）- シタデル（城塞）
- ブザンソン（ドゥー県）- シタデル、市壁、グリフォン砦（fort Griffon）
- ブライとキュサック＝フォール＝メドック（Cussac-Fort-Médoc）（ジロンド県）- ブライ城塞（Citadelle de Blaye）、市壁、パテ砦（fort Paté）、メドック砦（fort Médoc）
- ブリアンソン（オート＝アルプ県） – 市壁、レ・サレット砦（fort des Salettes）、トロワ・テート砦（fort des Trois têtes）、ランドゥイエ砦（fort du Randouillet）、ouvrage de la communication Y1、アスフェルド橋（le pont d'Asfeld）
- カマレ＝シュル＝メール（Camaret-sur-Mer, フィニステール県）- 黄金の塔（tour dorée）
- ロンウィ（Longwy, ムルト＝エ＝モゼル県）- 新市街（ville neuve）
- モン＝ドーファン（Mont-Dauphin, オート＝アルプ県）- 要塞（place forte）
- モン＝ルイ（Mont-Louis, ピレネー＝オリアンタル県）- シタデル
- ヌフ＝ブリザック（fr:Neuf-Brisach, オー＝ラン県）- 新市街
- サン＝マルタン＝ド＝レ（fr:Saint-Martin-de-Ré, シャラント＝マリティーム県）- シタデルと城壁
- サン＝ヴァースト＝ラ＝ウーグ（Saint-Vaast-la-Hougue）/タチウ（Tatihou ）（マンシュ県）- 見張りの塔群（tours observatoires）
- ヴィルフランシュ＝ド＝コンフラン（ピレネー＝オリアンタル県）- 城壁、リベリア砦（fort Libéria）、Cova Bastera

## 登録基準
この世界遺産は世界遺産登録基準のうち、以下の条件を満たし、登録された（以下の基準は世界遺産センター公表の登録基準からの翻訳、引用である）。
- (1) 人類の創造的才能を表現する傑作。
- (2) ある期間を通じてまたはある文化圏において、建築、技術、記念碑的芸術、都市計画、景観デザインの発展に関し、人類の価値の重要な交流を示すもの。
- (4) 人類の歴史上重要な時代を例証する建築様式、建築物群、技術の集積または景観の優れた例。